# Plátno (vazba)

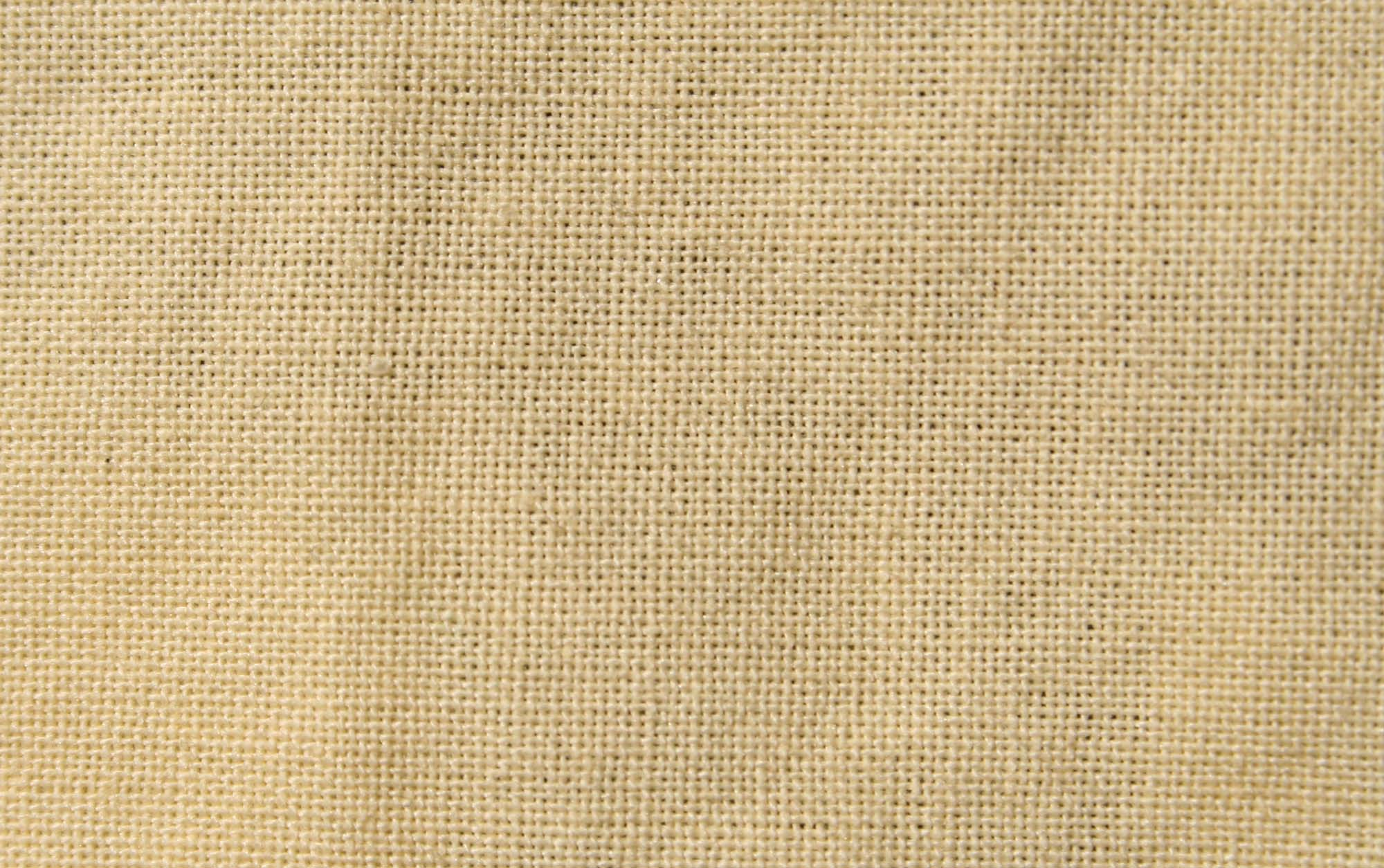
Tkanina v plátnové vazbě

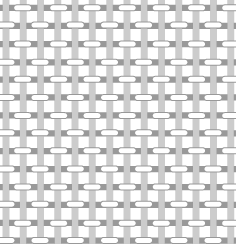
Struktura plátnové vazby

Plátno je nejjednodušší základní typ vazby tkaniny. Je to tzv. vazba „oboulícní“, to znamená, že podíl osnovních vazebních bodů a útkových vazebních bodů je v poměru 1:1 a rub má v neupraveném stavu stejný vzhled jako líc. Zbývající dvě základní vazby jsou atlas a kepr.

## Konstrukce vazby
V plátnové vazbě vytváří osnovní nit pravidelné provázání s útkovou nití vždy přes jednu nit a to tak, že provázání osnovní niti je pravidelně střídáno nad a pod útkovou nití a každá vedlejší osnovní nit váže ve stejném pořadu, ale posunuta o jeden útek, takže výsledek vypadá jako šachovnice. Plátnová vazba se v zahraničí označuje též jako „tabby“ nebo „taffeta“. Přidáním jedné nebo více nití do osnovy, útku nebo obou soustav, vznikají tkaniny jako panama, oxford a další.

## Použití u textilií
Plátnová vazba se používá při výrobě technických tkanin, košilovin, podšívkovin, dámských šatovek a pánských oblekovek. Obecně se tkaninám vyrobeným použitím plátnové vazby říká plátno, některé tkaniny pak jsou podle konstrukce (číslo příze, dostava) označovány jako biaz, šifon, organtýn nebo taffeta.

## Použití mimo textilní průmysl
Plátnová vazba se používá i pro „tkaní“ výrobků, které je pak těžko lze nazývat „textiliemi“: Například rohoží. Tuto prokládací a samosvornou metodu vrstvení materiálu lze použít i pro materiály přirozeně tuhé, spíše plátové než válcově vláknové, pro jejich vytvarování do větších předmětů: Například z paprsků palmových listů tak lze vytvořit pláty, které pak jako stavební materiál poslouží i k výstavbě chýší.